# 天主教巴勒莫总教区

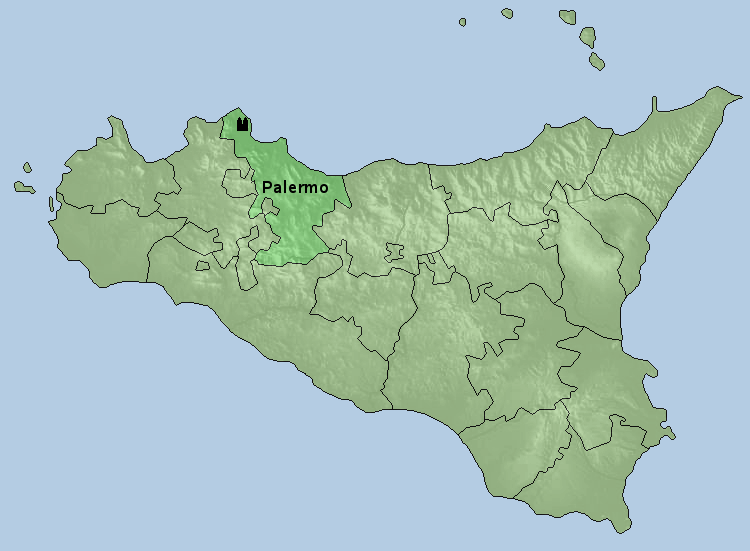
巴勒莫总教区地图

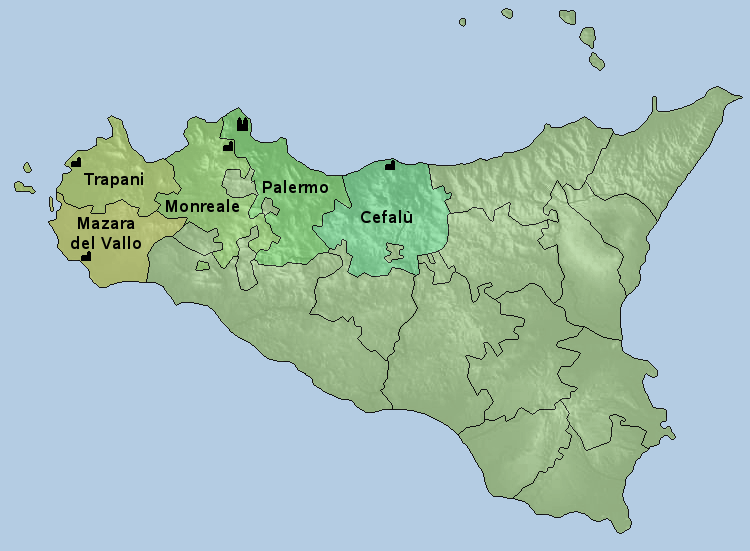
巴勒莫教省地图

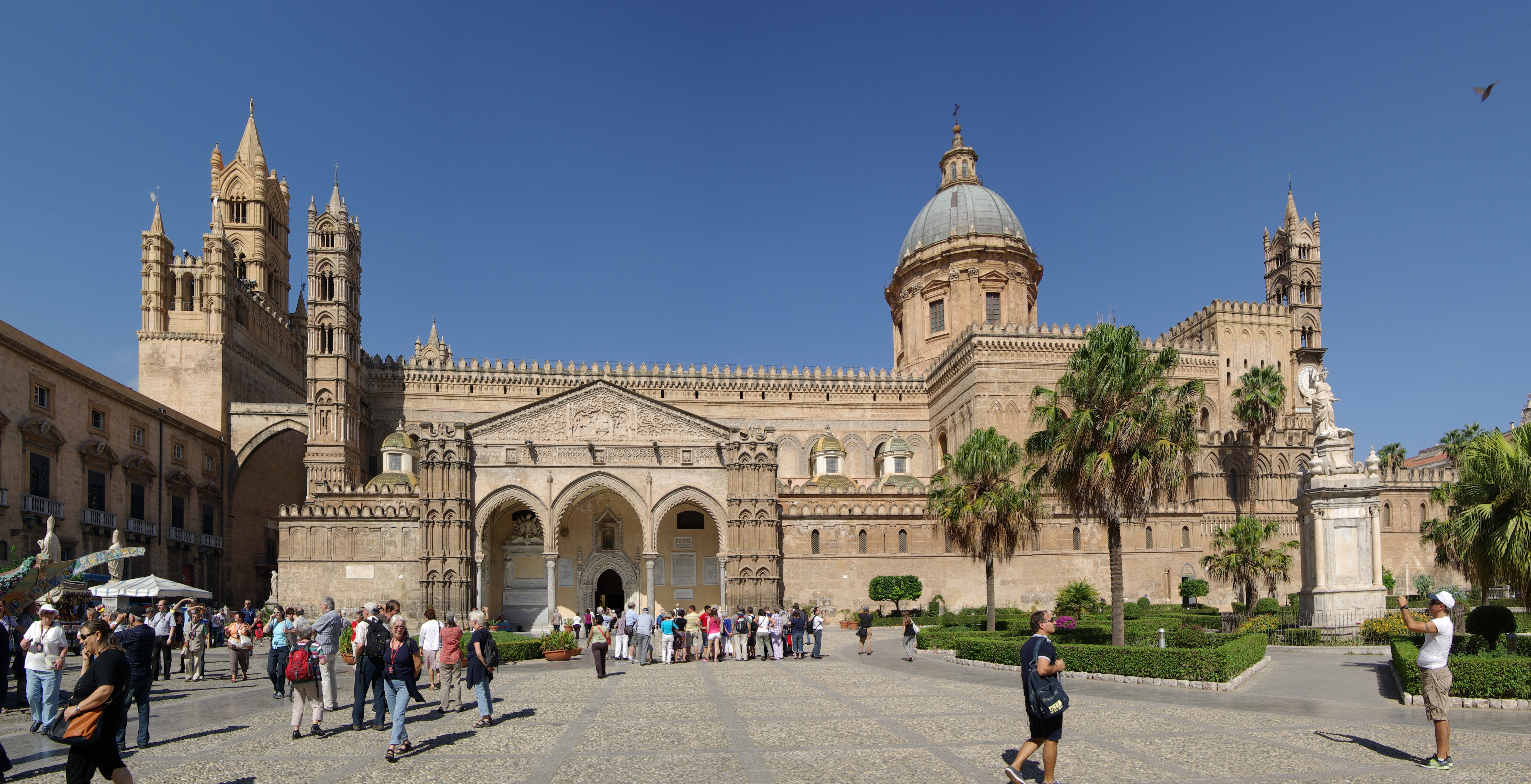
巴勒莫主教座堂

天主教巴勒莫总教区是由最初的巴勒莫教区发展而来，11世纪升格为总教区，为巴勒莫教省的中心。该教省还包括几个附属教区：
- 天主教蒙雷阿莱总教区
- 天主教切法卢教区
- 天主教马扎拉-德尔瓦洛教区
- 天主教特尔帕尼教区

主教座堂：巴勒莫主教座堂。